# Milton Berle
Pour les articles homonymes, voir Berle.

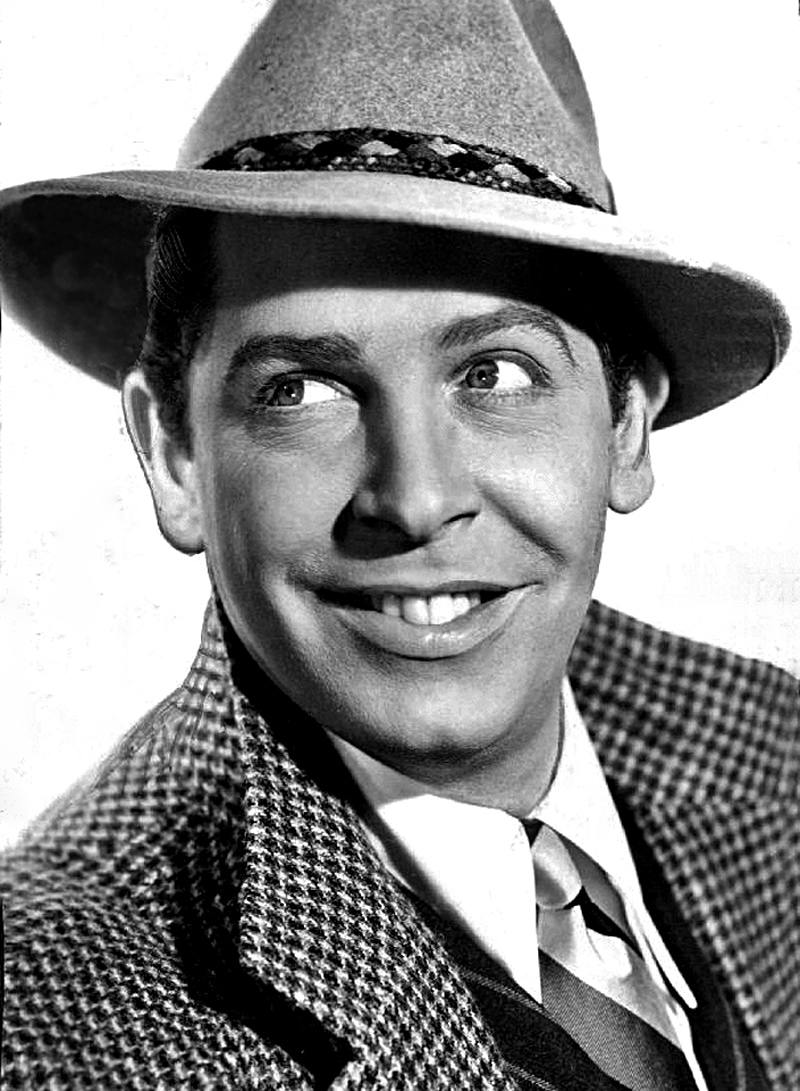
Milton Berle en 1943

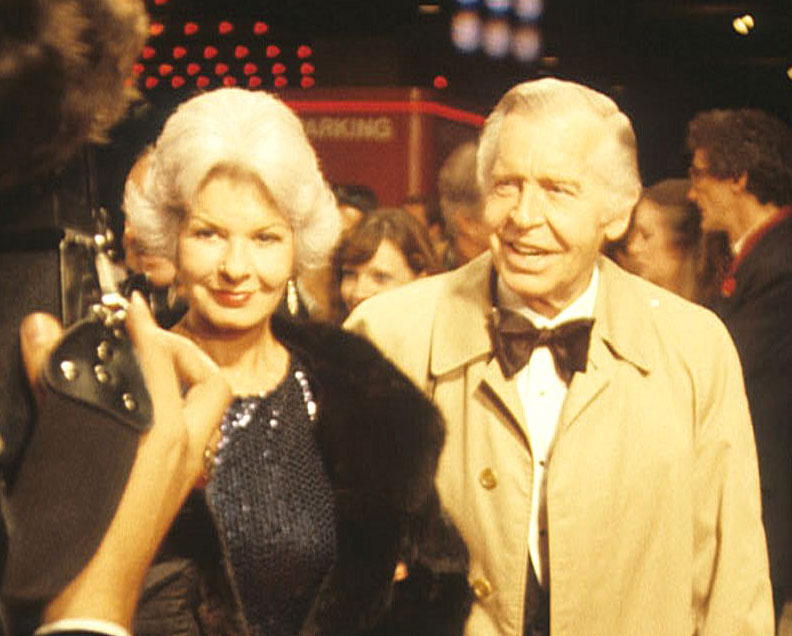
Milton Berle et son épouse à la première du film The Rose, en 1979

Milton Berle est un humoriste, acteur, compositeur et scénariste américain, né le 12 juillet 1908 à New York, mort le 27 mars 2002  à Los Angeles (Californie).

## Biographie
Milton Berlinger est né dans une famille juive, habitant un petit immeuble de 5 étages au 68 West, sur la 118e rue, dans le quartier de Harlem, arrondissement de Manhattan, à New York. Il choisit très tôt, à l'âge de 16 ans, « Milton Berle » comme nom de scène. Son père, Moïse Berlinger (1873–1938), était vendeur de peinture et de vernis. Sa mère, Sarah (Sadie) Glantz Berlinger (1877–1954), s'enthousiasma pour la vie des planches, et changea son nom pour Sandra Berle quand Milton devint lui-même célèbre.

### Acteur dès l'enfance
Milton Berle entra dans le show business à l'âge de 5 ans, quand il gagna un concours de jeunes talents amateurs. Il apparut comme enfant acteur dans les films muets (1913-1919), en commençant par The Perils of Pauline, filmé à Fort Lee, dans le New Jersey.
Le réalisateur dit à Milton enfant qu'il allait jouer le rôle d'un petit garçon qui serait jeté d'un train en marche. « J'étais effrayé à mort, même lorsque le cinéaste me dit que Pauline allait me sauver la vie. Ce qui est exactement ce qui s'est passé, si ce n'est qu'au moment crucial, ils ont jeté des paquets de chiffon à ma place hors du train. Je parie qu'il y a beaucoup de comédiens aujourd'hui, qui ont rétrospectivement encore peur, à cause de cela ».
Selon Milton Berle, il continua à jouer des rôles d'enfant dans d'autres films: Bunny's Little Brother, Tess au pays des tempêtes, Birthright, Love's Penalty, Divorce Coupons et Ruth of the Range. « Il y avait même des voyages payés aller-retour pour Hollywood - les studios payaient - lorsque j'ai joué dans Rebecca of Sunnybrook Farm, avec Mary Pickford, Le Signe de Zorro, avec Douglas Fairbanks, et Le Roman comique de Charlot et Lolotte, avec Charlie Chaplin, Mabel Normand et Marie Dressler ».
En 1916, à l'âge de 8 ans, Milton Berle rentra dans une école professionnelle d'acteurs-enfants.

### Vaudeville
Vers 1920, alors âgé de 12 ans, Milton Berle fit ses débuts sur scène dans une reprise de la comédie musicale Florodora à Atlantic City, dans le New Jersey, comédie musicale qui fut reprise par la suite à Broadway. À l'âge de 16 ans, Milton travaillait comme maître de cérémonie dans des vaudevilles. Au début des années 1930, il devint plus célèbre pour son travail en stand-up.

### Succès grandissant
En 1933, Milton Berle fut choisi par le producteur Jack White pour jouer dans Poppin’ the Cork, l'adaptation d'une comédie musicale se référant à la fin de la Prohibition. Berle co-écrivit également le scénario de ce film, qui fut diffusé par Educational Pictures.
Berle continua aussi à s'investir dans l'écriture de chansons. Avec Ben Oakland et Milton Drake, Berle écrivit la chanson principale du film de RKO Pictures Li'l Abner (1940), une adaptation de la bande dessinée de Al Capp, mettant en scène Buster Keaton jouant un rôle de putois solitaire.
Milton Berle écrivit par la suite une face B pour Spike Jones, Leave the Dishes in the Sink, Ma.
Berle a connu son plus grand succès a la télé. Il fut la première vraie vedette de télévision américaine comme animateur de l'émission Texaco Star Theater de 1948 à 1953. Il a d'ailleurs reçu le surnom de Mr. Television en raison du grand succès qu'il a connu pendant cette période. Mais son succès a été de courte durée.
Berle fut aussi le vedette du Buick-Berle Hour (1953-1955) et de The Milton Berle Show (1955-1956) mais ces émissions était moins populaires que Le Texaco Star Theater.

## Filmographie

### Comme acteur

#### Cinéma
- 1914 : Les Périls de Pauline (The Perils of Pauline) de Louis J. Gasnier : jeune garçon
- 1917 : Petit Démon (Rebecca of Sunnybrook Farm) de Marshall Neilan : Bit Part
- 1920 : Le Signe de Zorro (The Mark of Zorro) de Fred Niblo et Theodore Reed : Boy
- 1920 : Birthright d'Edward L. Hemmer
- 1921 : Le Petit Lord Fauntleroy d'Alfred E. Green et Jack Pickford : Boy
- 1922 : Tess au pays des tempêtes de John S. Robertson : Bit Role
- 1923 : Ruth of the Range (en)
- 1933 : Poppin' the Cork (it) de Jack White : Elmer Brown
- 1937 : New Faces of 1937 (en) de Leigh Jason : Wallington 'Wally' Wedge
- 1938 : Radio City Revels de Benjamin Stoloff : Teddy Jordan
- 1941 : Tall, Dark and Handsome de H. Bruce Humberstone : Frosty Welch
- 1941 : Tu seras mon mari (Sun Valley Serenade) de H. Bruce Humberstone : Jerome K. 'Nifty' Allen
- 1941 : Rise and Shine d'Allan Dwan : Seabiscuit
- 1942 : A Gentleman at Heart (en) de Ray McCarey : Lucky Cullen
- 1942 : Whispering Ghosts (en) d'Alfred L. Werker : H.H. Van Buren
- 1942 : Over My Dead Body (en) de Malcolm St. Clair : Jason Cordry
- 1943 : Margin for Error d'Otto Preminger : Moe Finkelstein
- 1949 : Always Leave Them Laughing (en) de Roy Del Ruth: Kip Cooper
- 1960 : Le Dingue du palace (The Bellboy) : lui-même
- 1960 : Le Milliardaire (Let's Make Love) de George Cukor : lui-même
- 1963 : Un monde fou, fou, fou, fou (It's a Mad Mad Mad Mad World) de Stanley Kramer : J. Russell Finch
- 1965 : Le Cher Disparu (The Loved One) de Tony Richardson : M. Kenton
- 1966 : La Statue en or massif (The Oscar) de Russell Rouse : Alfred ('Kappy') Kapstetter
- 1966 : Don't Worry, We'll Think of a Title d'Harmon Jones : Cameo
- 1967 : Les Détraqués (The Happening) de Elliot Silverstein : Fred
- 1967 : Who's Minding the Mint? (en) d'Howard Morris : Luther Burton
- 1968 : Silent Treatment de Ralph Andrews
- 1968 : Les Gamines explosives (Where Angels Go, Trouble Follows) de James Neilson : Film Director
- 1968 : For Singles Only (en) d'Arthur Dreifuss : M. Parker
- 1969 : Can Hieronymus Merkin Ever Forget Mercy Humppe and Find True Happiness? d'Anthony Newley : Goodtime Eddie Filth
- 1974 : Journey Back to Oz de Hal Sutherland : le lion peureux (voix)
- 1975 : Lepke, le caïd (Lepke) de Menahem Golan : M. Meyer
- 1976 : Won Ton Ton, le chien qui sauva Hollywood (Won Ton Ton, the Dog Who Saved Hollywood) de Michael Winner : l'homme aveugle
- 1979 : The Muppet Movie de James Frawley : Mad Man Mooney
- 1983 : T'es fou Jerry (Cracking Up) de Jerry Lewis : Female Patient
- 1991 : Sacré sale gosse (Driving Me Crazy) de Peter Faiman (en) : le réceptionniste de l'hôtel
- 1995 : Storybook de Lorenzo Doumani : Illuzor

### Télévision
- 1948 : The Milton Berle Show (série télévisée) : Host
- 1958 : The Milton Berle Show (série télévisée) : Host
- 1966 : The Milton Berle Show (série télévisée) : Host
- 1969 : Seven in Darkness (en) : Sam Fuller
- 1972 : Evil Roy Slade (en) : Harry Fern
- 1975 : The Legend of Valentino (en) : Jesse Lasky
- 1981-1982 : Hôpital central ("General Hospital") (série télévisée) : Mickey Miller
- 1982 : Off Your Rocker : Henry Foster
- 1983 : Family Business : Isaiah Stern
- 1987 : Jonathan Winters: On the Ledge : Jonathan's Father / Personnages divers
- 1988 : Side by Side de Jack Bender : Abe Mercer
- 1992 : Le Prince de Bel-Air (The Fresh Prince of Bel-Air) (série télévisée, Saison 2, épisode 18) : Max Jakey
- 1995 : Une nounou d'enfer,  (série télévisée, Saison 3, épisode 8 : la Fête est finie) : Oncle Manny
- 2000 : Two Heads Are Better Than None : Oncle Leo

### comme compositeur
- 1950 : The Jack Benny Program

### comme scénariste
- 1948 : The Milton Berle Show (série télévisée)